# Helenium vernale
Helenium vernale là một loài thực vật có hoa trong họ Cúc. Loài này được Walter mô tả khoa học đầu tiên năm 1788.